# 鈾-233
鈾-233（233
U
）是鈾的一種可裂變同位素，由釷-232孕育而成，是釷燃料循環的一部分。鈾-233曾被研究用於核武器和核
反應堆燃料，它已成功地用於實驗性核反應堆，並被提議更廣泛地用作核燃料。它的半衰期為16萬年。
鈾-233是由釷-232的中子輻照產生的。當釷-232吸收中子時，就變成釷-233，其半衰期只有22分鐘。釷-233通過β衰變變成鏷-233。原鏷-233的半衰期為27天，β衰變為鈾-233；一些擬建的熔鹽反應堆設計試圖在β衰變發生之前將原鏷從物理上隔離開來，使其不再被中子俘獲，以保持中子經濟性（如果錯過鈾-233，下一個裂變目標便是鈾-235，意味著總共需要4個中子才能引發裂變）。
通常在它中子俘獲時裂變，但有時保留中子，成為鈾-234。鈾-233的捕獲裂變比小於其他兩種主要易裂變燃料鈾-235和鈈-239。

## 武器材料
1955年4月15日，包括鈾-233在內的第一枚核彈爆炸
作為一種潛在的武器材料，就來源（繁殖對天然），半衰期和臨界質量（在鈹反射球體中的4-5千克）而言，純鈾-233與鈾-239相比與鈾-235更為相似。
1994年，美國政府解密了1966年的一份備忘錄，該備忘錄指出，鈾-233作為一種武器材料已經被證明是非常令人滿意的，儘管它只是在極少數情況下優於鈈。 據稱，如果現有的武器是以鈾-233為基礎，而不是以鈈-239為基礎，利弗莫爾公司就不會有興趣改用鈈。
鈾-232的共存會使鈾-233的製造和使用複雜化，儘管利弗莫爾的備忘錄表明這種複雜情況有可能被解決。
因此，雖然有可能將鈾-233用作核武器的裂變材料，但撇開猜測不談，關於這種同位素實際已經武器化的公開資料很少。
美國在1955年"茶壺行動""MET "試驗中引爆了一個實驗裝置，該裝置使用了钚/鈾-233複合坑道；其設計是以TX-7E的钚/235U坑道為基礎的，TX-7E是1951 年"Buster-Jangle行動""Easy "試驗中使用的Mark 7核彈設計原型。 雖然不是徹底的失敗，但MET的實際產量為22千噸，充分低於預測的33千噸，因此收集到的資料價值有限。
蘇聯在同年引爆了第一顆氫彈RDS-37，該氫彈的裂變芯為鈾235和鈾233。
1998年，作為波克蘭-II試驗的一部分，印度引爆了一個名為Shakti V的低當量（0.2千噸）鈾-233實驗裝置。
漢福德場地的B反應堆和其他為生產武器級材料而優化的反應堆被用來製造鈾-233。
據認為，美國總共生產了兩噸鈾-233，純度各不相同，有些鈾-233的雜質含量低至6ppm。

### 232U 雜質
233U的生產(通過釷-232的輻照)，由於鈾-233本身或原镤-233或釷-232的寄生(n,2n)反應，總會產生少量的鈾-232作為雜質。
釷-232 (n,γ) → 釷-233 (β−) → 鏷-233 (β−) →鈾-233(n,2n) → 鈾-232
另一個渠道涉及對少量釷-230的中子俘獲反應，釷-230是鈾-238衰變後存在的天然釷的一小部分。
釷-230 (n,γ) → 釷-231 (β−) → 鏷-231 (n,γ) → 鏷-232(β−) → 鈾-232
232U的衰變鏈迅速產生強伽馬輻射發射體， 鉈-208是其中最強的一種，為2.6MeV。
鈾-232 (α, 68.9年)
釷-228 (α, 1.9年)
鐳-224 (α, 5.44 MeV, 3.6天, with a γ of 0.24 MeV)
氡-220 (α, 6.29 MeV, 56秒, with a γ of 0.54 MeV)
釙-216 (α, 0.15秒)
鉛-212(β−, 10.64小時)
鉍-212 (α, 61分鐘, 0.78 MeV)
鉈-208(β−, 1.8 MeV, 3分鐘, with a γ of 2.6 MeV)
鉛-208 (穩定)
這就使得在手套箱中僅用輕型屏蔽裝置(如通常對钚所做的那樣)進行人工處理過於危險(可能在鈾與其衰變產物進行化學分離後的短時間內除外)，而需要復雜的遠程操作來製造燃料。
即使在百萬分之五的情況下，危害也是很大的。 內爆型核武器要求鈾-232的含量低於50ppm（高於此水平的鈾-233被認為是"低級"；參見"標準武器級钚要求鈈-240含量不超過6.5%。"即65000ppm，而類似的鈈-238的生產水平 為0.5%（5000ppm）或更低）。 槍式裂變武器另外還需要低水平（1ppm範圍）的輕雜質，以保持中子產生量低。
生產鈾-232含量低的 "清潔 "鈾-233，需要幾個因素  1）獲得相對純淨的釷-232源，低釷-230（也會轉化為鈾-232），2）調節入射中子的能量不高於6MeV（能量過高的中子會引起釷232（n,2n→釷231反應，因為這樣可能會產生鈾-232) 3）在鈾-233濃度積累到過高的水平之前，將釷樣品從中子通量中移除，以避免鈾-233本身發生裂變（會產生高能中子）。
熔鹽反應堆實驗（MSRE）使用的鈾-233，是在印第安點能源中心等輕水反應堆中培育出來的，約為220ppm的鈾-232。

## 核燃料循環
1946年，在聯合國的一份報告和Glenn T. Seaborg的一次演講之後，公眾首次瞭解到由釷培育的鈾-233是 "除鈾-235和鈈-239之外的第三種可用的核能和原子彈來源"。
美國在冷戰期間生產了約2公噸鈾-233，其化學純度和同位素純度各不相同。 這些鈾-233是在漢福德場址和薩凡納河場址為生產鈈-239而設計的反應堆中生產的。

## 核燃料
鈾-233已被用作若干不同類型反應堆的燃料，並被提議用作若干新設計的燃料（見釷燃料循環），所有這些設計都是從釷中孕育鈾-233的。鈾-233可以在快中子反應堆或熱中子反應堆中孕育，與鈾-238燃料循環不同的是，它需要快堆優越的中子經濟性來孕育鈈，即生產出比消耗更多的裂變材料。
印度擁有大量的釷儲量，其核電計劃的長期戰略是轉向以釷為原料培育鈾-233的核計劃。

### 釋放能量
一颗铀-233原子的裂变会产生 197.9 MeV = 3.171·10−11 J （19.09 TJ/mol = 81.95 TJ/kg）.
| 來源                                             | 平均釋放能量 (MeV) |
| ------------------------------------------------ | ------------------ |
| 瞬時釋放的能量                                   |                    |
| 裂片的動能                                       | 168.2              |
| 瞬發中子的動能                                   | 4.8                |
| 瞬發γ射線攜帶的能量                              | 7.7                |
| 衰變裂變產物產生的能量                           |                    |
| β-粒子的能量                                     | 5.2                |
| 中微子的能量                                     | 6.9                |
| 延遲γ射線的能量                                  | 5.0                |
| 總和（不包括反中微子逃逸）                       | 191.0              |
| 捕獲那些不會（再）產生裂變的瞬發中子時釋放的能量 | 9.1                |
| 在運行中的熱核反應堆中，能量轉化為熱             | 200.1              |